# ألان فوستر (سياسي)
ألان فوستر (بالإنجليزية: Allan Foster)‏ هو سياسي أسترالي، ولد في 4 سبتمبر 1925، وتوفي في 15 يناير 1987. حزبياً، نشط في حزب العمال الأسترالي. وقد انتخب عضو مجلس نواب تسمانيا.